# Saint-Pierre-Chérignat
Saint-Pierre-Chérignat település Franciaországban, Creuse megyében. Lakosainak száma 165 fő (2022. január 1.). Saint-Pierre-Chérignat Châtelus-le-Marcheix, Saint-Martin-Sainte-Catherine, Montboucher, Saint-Amand-Jartoudeix, Les Billanges és Sauviat-sur-Vige községekkel határos.

## Népesség
A település népessége az elmúlt években az alábbi módon változott:
| Lakosok száma | 305  | 219  | 218  | 160  | 184  | 173  | 168  | 166  | 165  | 165  |
|               | 1968 | 1982 | 1990 | 2006 | 2013 | 2015 | 2017 | 2019 | 2020 | 2022 |